# Lijst van voetbalinterlands Indonesië - Japan
Deze lijst van voetbalinterlands is een overzicht van alle voetbalwedstrijden tussen de nationale teams van Indonesië (van 1934 tot 1945 spelend als Nederlands-Indië) en Japan. De landen speelden tot op heden negentien keer tegen elkaar. De eerste ontmoeting, een wedstrijd tijdens de Verre Oosten Spelen 1934, werd gespeeld in Manilla (Filipijnen) op 13 mei 1934. De laatste confrontatie, een kwalificatiewedstrijd voor het Wereldkampioenschap voetbal 2026, vond plaats op 10 juni 2025 in Suita.

## Wedstrijden
| №  | Plaats       | Datum             | Competitie                 | Wedstrijd                | Uitslag |
| -- | ------------ | ----------------- | -------------------------- | ------------------------ | ------- |
| 1  | Manilla      | 13 mei 1934       | Verre Oosten Spelen 1934   | Japan − Nederlands-Indië | 1 − 7   |
| 2  | Manilla      | 1 mei 1954        | Aziatische Spelen 1954     | Indonesië − Japan        | 5 − 3   |
| 3  | Singapore    | 15 augustus 1961  | Vriendschappelijk          | Indonesië − Japan        | 2 − 0   |
| 4  | Taipei       | 6 augustus 1967   | Azië Cup 1968 kwalificatie | Japan − Indonesië        | 2 − 1   |
| 5  | Kuala Lumpur | 8 augustus 1970   | Vriendschappelijk          | Japan − Indonesië        | 4 − 3   |
| 6  | Bangkok      | 16 december 1970  | Aziatische Spelen 1970     | Japan − Indonesië        | 2 − 1   |
| 7  | Singapore    | 5 augustus 1972   | Vriendschappelijk          | Japan − Indonesië        | 0 − 1   |
| 8  | Kuala Lumpur | 7 augustus 1975   | Vriendschappelijk          | Japan − Indonesië        | 4 − 1   |
| 9  | Kuala Lumpur | 10 augustus 1976  | Vriendschappelijk          | Japan − Indonesië        | 6 − 0   |
| 10 | Kuala Lumpur | 15 juli 1978      | Vriendschappelijk          | Japan − Indonesië        | 1 − 2   |
| 11 | Tokio        | 31 mei 1979       | Vriendschappelijk          | Japan − Indonesië        | 4 − 0   |
| 12 | Kuala Lumpur | 11 juli 1979      | Vriendschappelijk          | Japan − Indonesië        | 0 − 0   |
| 13 | Jakarta      | 24 februari 1981  | Vriendschappelijk          | Indonesië − Japan        | 2 − 0   |
| 14 | Kuala Lumpur | 14 september 1981 | Vriendschappelijk          | Japan − Indonesië        | 2 − 0   |
| 15 | Jakarta      | 28 mei 1989       | WK 1990 kwalificatie       | Indonesië − Japan        | 0 − 0   |
| 16 | Tokio        | 11 juni 1989      | WK 1990 kwalificatie       | Japan − Indonesië        | 5 − 0   |
| 17 | Doha         | 24 januari 2024   | Azië Cup 2023              | Japan − Indonesië        | 3 − 1   |
| 18 | Jakarta      | 15 november 2024  | WK 2026 kwalificatie       | Indonesië − Japan        | 0 − 4   |
| 19 | Suita        | 10 juni 2025      | WK 2026 kwalificatie       | Japan − Indonesië        | 6 − 0   |

## Samenvatting
| Competitie            | Totaal gespeeld | Winst Indonesië | Gelijk | Winst Japan | Doelsaldo Indonesië – Japan |
| --------------------- | --------------- | --------------- | ------ | ----------- | --------------------------- |
| WK-kwalificatie       | 4               | 0               | 1      | 3           | 0 − 15                      |
| Azië Cup              | 1               | 0               | 0      | 1           | 1 − 3                       |
| Azië Cup-kwalificatie | 1               | 0               | 0      | 1           | 1 − 2                       |
| Aziatische Spelen     | 2               | 1               | 0      | 1           | 6 − 5                       |
| Verre Oosten Spelen   | 1               | 1               | 0      | 0           | 7 − 1                       |
| Vriendschappelijk     | 10              | 4               | 1      | 5           | 11 − 21                     |
| Totaal                | 19              | 6               | 2      | 11          | 26 − 47                     |

PSSI · 
Indonesisch vrouwenelftal
WK 1938
OS 1956
Afghanistan ·
Andorra ·
Argentinië ·
Australië ·
Bahrein ·
Bangladesh ·
Bhutan ·
Bosnië en Herzegovina ·
Brunei ·
Bulgarije ·
Burundi ·
Cambodja ·
Canada ·
China ·
Cuba ·
Curaçao ·
DDR ·
Denemarken ·
Dominicaanse Republiek ·
Egypte ·
Estland ·
Fiji ·
Filipijnen ·
Ghana ·
Guinee ·
Guyana ·
Hongarije ·
Hongkong ·
India ·
Irak ·
Iran ·
Jamaica ·
Japan ·
Jemen ·
Joegoslavië ·
Jordanië ·
Kameroen ·
Kenia ·
Kirgizië ·
Koeweit ·
Kroatië ·
Laos ·
Liberia ·
Libië ·
Liechtenstein ·
Litouwen ·
Malediven ·
Maleisië ·
Malta ·
Marokko ·
Mauritius ·
Moldavië ·
Myanmar ·
Nederland ·
Nepal ·
Nieuw-Zeeland ·
Nigeria ·
Noord-Korea ·
Oezbekistan ·
Oman ·
Oost-Timor ·
Pakistan ·
Palestina ·
Papoea-Nieuw-Guinea ·
Paraguay ·
Puerto Rico ·
Qatar ·
Saoedi-Arabië ·
Senegal ·
Singapore ·
Sri Lanka ·
Syrië ·
Taiwan ·
Tanzania ·
Thailand ·
Turkmenistan ·
Uruguay ·
Vanuatu ·
Verenigde Arabische Emiraten ·
Vietnam ·
Zimbabwe ·
Zuid-Jemen ·
Zuid-Korea ·
Zuid-Vietnam
JFA · A-Internationals · Selecties · Bondscoaches · Statistieken · Olympisch elftal · Japans vrouwenelftal · Japan U21 · Japan U20 · Japan U19 · Japan U18 · Japan U17
1910 – 1949 · 
1950 – 1959 · 
1960 – 1969 · 
1970 – 1979 · 
1980 – 1989 · 
1990 – 1999 · 
2000 – 2009 · 
2010 – 2019 · 
2020 – 2029
CC 1995 · 
CC 2001 · 
CC 2003 · 
CC 2005
WK 1998 · 
WK 2002 · 
WK 2006 · 
WK 2010 · 
WK 2014 · 
WK 2018
OS 1936 · 
OS 1956 ·
OS 1964 · 
OS 1968 · 
OS 1996 ·
OS 2000 ·
OS 2004 ·
OS 2008 ·
OS 2012 ·
OS 2016 ·
OS 2020
1917 · 
1918 · 1919 · 
1921 · 
1922 · 
1923 · 
1924 · 
1925 · 
1926 · 
1927 · 
1928 · 1929 · 
1930 · 
1931 · 1932 · 1933 · 
1934 · 
1935 · 
1936 · 
1937 · 1938 · 
1939 · 
1940 · 
1941 · 
1942 · 
1943 – 1950 · 
1951 · 
1952 · 1953 · 
1954 · 
1955 · 
1956 · 
1957 · 
1958 · 
1959 · 
1960 · 
1961 · 
1962 · 
1963 · 
1964 · 
1965 · 
1966 · 
1967 · 
1968 · 
1969 · 
1970 · 
1971 · 
1972 · 
1973 · 
1974 · 
1975 · 
1976 · 
1977 · 
1978 · 
1979 · 
1980 · 
1981 · 
1982 · 
1983 · 
1984 · 
1985 · 
1986 · 
1987 · 
1988 · 
1989 · 
1990 · 
1991 · 
1992 · 
1993 · 
1994 · 
1995 · 
1996 · 
1997 · 
1998 · 
1999 · 
2000 · 
2001 · 
2002 · 
2003 · 
2004 · 
2005 · 
2006 · 
2007 · 
2008 · 
2009 · 
2010 · 
2011 · 
2012 · 
2013 · 
2014 · 
2015 ·
2016 ·
2017 ·
2018 ·
2019 ·
2020 ·
2021 ·
2022
Afghanistan ·
Angola ·
Argentinië ·
Australië ·
Azerbeidzjan · 
Bahrein ·
Bangladesh ·
België ·
Bolivia ·
Bosnië en Herzegovina ·
Brazilië ·
Brunei ·
Bulgarije ·
Cambodja ·
Canada ·
Chili ·
China ·
Colombia ·
Costa Rica ·
Cyprus ·
Denemarken ·
Duitsland ·
Ecuador ·
Egypte ·
El Salvador ·
Engeland ·
Filipijnen ·
Finland ·
Frankrijk ·
Ghana ·
Griekenland ·
Guatemala ·
Haïti ·
Honduras ·
Hongarije ·
Hongkong ·
IJsland ·
India ·
Indonesië ·
Irak ·
Iran ·
Israël ·
Italië ·
Ivoorkust ·
Jamaica ·
Jemen ·
Joegoslavië ·
Jordanië ·
Kameroen ·
Kazachstan ·
Kirgizië ·
Koeweit ·
Kroatië ·
Letland ·
Luxemburg ·
Macau ·
Maleisië ·
Mali ·
Malta ·
Mexico ·
Mongolië ·
Montenegro ·
Myanmar ·
Nederland ·
Nepal ·
Nieuw-Zeeland ·
Nigeria ·
Noord-Korea ·
Noorwegen ·
Oekraïne ·
Oezbekistan ·
Oman ·
Oostenrijk ·
Pakistan ·
Palestina ·
Panama ·
Paraguay ·
Peru ·
Polen ·
Qatar ·
Roemenië ·
Rusland ·
Saoedi-Arabië ·
Schotland ·
Senegal ·
Servië ·
Servië en Montenegro ·
Singapore ·
Slowakije ·
Sovjet-Unie ·
Spanje ·
Sri Lanka ·
Syrië ·
Tadzjikistan ·
Taiwan ·
Thailand ·
Togo ·
Trinidad en Tobago ·
Tsjechië ·
Tunesië ·
Turkije ·
Turkmenistan ·
Uruguay ·
Venezuela ·
Verenigde Arabische Emiraten ·
Verenigde Staten ·
Vietnam ·
Wales ·
Wit-Rusland ·
Zambia ·
Zuid-Afrika ·
Zuid-Jemen ·
Zuid-Korea ·
Zuid-Vietnam ·
Zweden ·
Zwitserland
Australië (2006) · 
Brazilië (2006) · 
België (2018) · 
Colombia (2014) · 
Colombia (2018) ·
Denemarken (2010) ·
Duitsland (2022) · 
Frankrijk (2001) · 
Griekenland (2014) · 
Ivoorkust (2014) · 
Kameroen (2010) · 
Kroatië (2006) · 
Nederland (2010) ·
Polen (2018) ·
Senegal (2018) ·
Spanje (2022)